# Сікорський Вадим Іванович
Вади́м Іванович Сіко́́рський (нар. 11 листопада 1958) — український режисер-постановник, заслужений діяч мистецтв України (2007).

## Життєпис
Походить із родини військового льотчика. Дитинство провів у Владивостоці. До Львова переїхав після закінчення школи — за рік до батькової демобілізації. 1978 року закінчив навчально-театральну студію підготовки акторських кадрів при театрі ім. М. Заньковецької — навчався у Сергія Данченка, працював в театрі.
1989 року закінчив Київський державний інститут театрального мистецтва ім. І. Карпенка-Карого — режисерський факультет, майстерня Леоніда Олійника.
Працює режисером-постановником Львівського національного академічного українського драматичного театру ім. Марії Заньковецької.
Лауреат міжнародних конкурсів та фестивалів.

## Режисерські роботи
Національний академічний український драматичний театр імені Марії Заньковецької (м. Львів)
- 1999, 14 грудня — «Загадкові варіації» за однойменною п'єсою Еріка Еммануеля Шмітта[1]
- 2001, 10 лютого — «Ханума» Авксентія Цагарелі
- 2004, 21 травня — «Арт» Ясміни Рези
- 2006, 17 грудня — «Амадей» Пітера Шеффера
- 2009, 26 вересня — «Троє товаришів» за романом Еріха-Марії Ремарка
- 2010, 30 жовтня — «Небилиці про Івана, знайдені в мальованій скрині з написами» Івана Миколайчука
- 2012, 25 лютого — «Гамлет у гострому соусі» Альдо Ніколаї
- 2012, 9 травня — «Тільки у Львові — Бум, Пім, Пім»
- 2012, 20 Жовтня — «Вернісаж» Вацлава Гавела
- 2013, 21 вересня — «Пропала грамота» Івана Драча за мотивами повісті Миколи Гоголя[2]
- 2015, 27 лютого — «Вій, вітерець!» Яніса Райніса
- 2016, 26 березня — «Голий король» Євгена Шварца
- 2017, 10 червня — «Ревізор» за п'єсою Миколи Гоголя
- 2018, 28 жовтня — «Гуцульський рік» Гната Хоткевича
- 2019, 17 березня — «Емігранти» Славомира Мрожека
- 2019, 9 листопада — «Із життя комах» Карела та Йозефа Чапеків
- 2021, 24 лютого — «Конотопська відьма» за повістю Григорія Квітки-Основ'яненка
- 2021, 17 липня — «Злодій» Василя Стефаника
- «Арена» І. Фрідберг
- «Василь Свистун, молодий козак, великий баламут» В. Герасимчук
- «Дім божевільних» Е. Скарлетті
- «Історія коня» Лев Толстой
- «Кармен» інсценізація В. Сікорський за П. Меріме
- «Кнок» Ж. Ромен
- «Коза Дереза» М. Лисенко
- «Криваве весілля» Ф. Г. Лорка
- «Моя професія — сеньйор з вищого світу» Д. Скарніччі, Р. Тарабузі
- «Ніч на полонині» за драматичною поемою Олександра Олеся
- «Пан Коцький» М. Лисенко
- «Політ над гніздом зозулі» К. Кізі, Д. Вассермен
- «По щучому велінню» Марко Кропивницький
- «Рисове зерно» А. Ніколаї
- «Тригрошева опера» Б. Брехт
- «Штани» Ференца Дунаї

Рівненський обласний академічний український музично-драматичний театр
- «Жанна» О. Галін
- «Рисове зерно» А. Ніколаї

Тернопільський академічний обласний драматичний театр ім. Т. Г. Шевченка
- «Арт» Я. Реза
- «Дім божевільних» Е. Скарлетті
- «Штани» Ференца Дунаї
- «Кайдашева сім'я» І. Нечуй-Левицький

Чернівецький музично-драматичний театр імені Ольги Кобилянської
- «Пан мандатом» С. Воробкевич
- «Барбара» П. Путнинь
- 2017, 21 жовтня — «Павлинка» Янка Купала
- 2021, 7 травня — «Ніч на полонині» за драматичною поемою Олександра Олеся[3]

Коломийський академічний обласний український драматичний театр імені Івана Озаркевича
- «Аничка» І.Озаркевича

Перший український театр для дітей та юнацтва (м. Львів)
- «Ромео і Джульєта» В. Шекспіра

Вінницький обласний академічний український музично-драматичний театр імені Миколи Садовського
- «Рисове зерно» А. Ніколаї
- «Політ над гніздом зозулі» К. Кізі, Д. Вассермен
- «Хелемські мудреці» М. Гершензон

Різні театри
- «Замшевий піджак» Станіслав Стратієв
- «Любов і мундир» Ф. Мольнар
- «Переможець і переможений» Л. Гюбнер
- «Професіонал» Душана Ковачевича